# Unspoken
Unspoken je americký hraný film z roku 2024, který režíroval Jeremy Borison podle vlastního scénáře. Snímek měl světovou premiéru na filmovém festivalu BFI Flare London LGBTQIA+ Film Festivalu dne 14. března 2024.

## Děj
Noam žije v komunitě ortodoxních židů. Právě mu zemřel dědeček a jeho starší sestra se bude vdávat. Noam se cítí osaměle. Chodí do posledního ročníku ješivy, kde má připravit školní projekt s tématem holokaustu. Jeho dědeček holokaust přežil a Noam při probírání jeho pozůstalosti nalezne milostný dopis a staré fotografie, čímž začne odhalovat staré rodinné tajemství. Během přípravy prezentace, na které spolupracuje se spolužákem Jonahem, se tak dozví nejen věci o svém dědečkovi, ale uvědomí si některé skutečnosti i o sobě samém.

## Obsazení
| Charlie Korman     | Noam Stein          |
| Katherine Kamhi    | Michelle Stein      |
| Michael Zapesotsky | Jonah               |
| Liz Richman        | Miriam              |
| Victor Kallett     | Zach                |
| JJ Herz            | Tali Stein          |
| Jill Karrenbrock   | Rebecca Stein       |
| Catherine Bruhier  | Mary                |
| Brennan Cattalini  | Daniel              |
| Mary Cavaliere     | ošetřovatelka       |
| Danny Chon         | Kyle                |
| Avra Friedman      | Deena               |
| Max Mattern        | Eitan               |
| Ariana Perlson     | Rachel              |
| David Pevsner      | Ari Stein           |
| Ayelette Robinson  | učitelka Fleischman |
| Steve Sobel        | rabín Gross         |